# Tristachi-tó
A Tristachi-tó (németül: Tristacher See vagy Tristachersee) egy kisebb természetes tó Kelet-Tirolban, a Lienzi járáshoz tartozó Tristach község közigazgatási területén, a Lienzi-Dolomitok lábánál.

## Fekvése
A tó Lienz városának (a járási székhelynek) központjától kb. 3 km-re délre fekszik, a Gail-völgyi Alpok (más néven Lienzi-Dolomitok) lábánál, magas hegyfalaktól körülvéve, 821 m tengerszint feletti magasságban. Területe 5,54 hektár. Legnagyobb mélysége 7,3 méter.
Vízrajzilag a Puster-völgy keleti feléből érkező Dráva folyó felső szakaszának vízrendszeréhez tartozik. A tavat a környező, északra néző hegyoldalakban eredő patakok táplálják, vizét a Seebach („Tó-patak”) vezeti el a közeli (5 km-re lévő) Dráva folyóba.

## Idegenforgalom, sport
Ez Kelet-Tirol egyetlen természetes tava, mely nyáron strandolásra, fürdőzésre alkalmas, bár vize csak július-augusztusban melegszik 14…16 °C fölé. Télen befagy, jégrétege 150…260 mm vastagra hízik. A tó környékéről számos sétaút és túraösvény indul a Lienzi-Dolomitok hegyei, völgyei felé, több közülük télen is járható, sítúrázók is használhatják. Kedvelt túracél a 2260 m magasan fekvő Laserz-tó (Laserzsee).
Lienz sípályái innen kb. 10 km-re északra, a Tristachi-tóval átellenes völgyoldalon, Gaimberg község területén vannak. A Zetterfeld síközpont pályái a 2249 m magas Schoberköpfl hegy lejtőin fekszenek.